# Груде (община)
Община Груде (босн. и хорв. Opština Grude, серб. Општина Груде) — боснийская община в составе Федерации Боснии и Герцеговины, расположенная в западной части Боснии и Герцеговины. Административным центром является город Груде.